# Batalla de Aibar

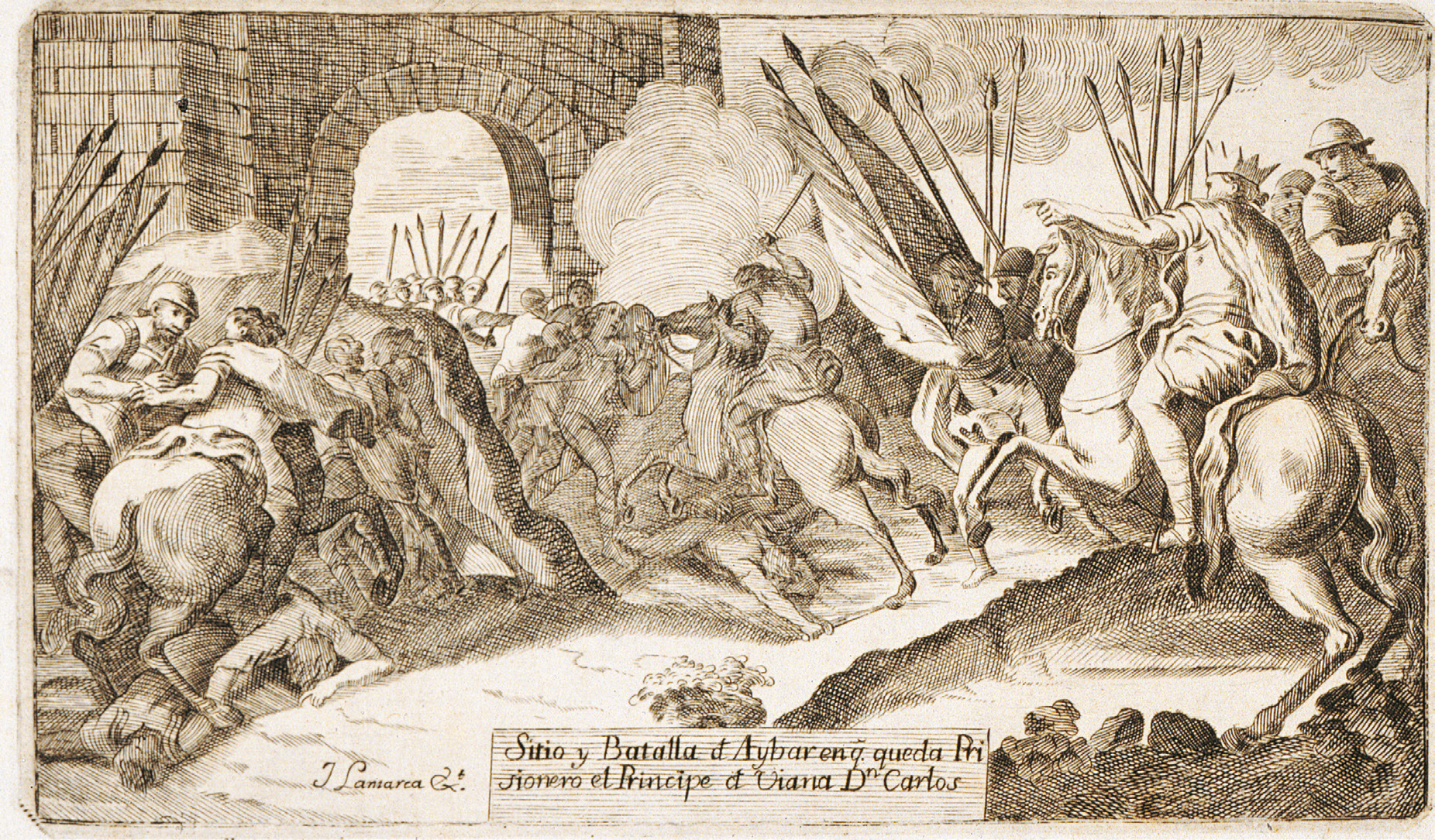
Sitio y batalla de Aybar en que queda prisionero el príncipe de Viana D. Carlos, estampa calcográfica, prueba de estado. Archivo Real y General de Navarra. Ilustración de José Lamarca para los Anales de Navarra, del padre Moret y Francisco de Alesón, 1766

La batalla de Aibar (o Aybar) fue un enfrentamiento ocurrido el 23 de octubre de 1451 entre las fuerzas beuamontesas y las fuerzas agramontesas en el marco de las disputas entre el Príncipe de Viana y su padre don Juan, a causa de la diferente interpretación que cada uno hacía del testamento de doña Blanca I de Navarra para determinar a quien correspondía la gobernación en el reino de Navarra.

## Precedentes
Al no existir la ley sálica en Navarra, la reina Blanca I de Navarra era reina de derecho del Reino, mientras que su esposo, el futuro Juan II de Aragón, solamente podía gobernar en calidad de rey consorte. Pero a la muerte de Blanca I, esta dejó escrito en su testamento que deseaba que al momento de ser coronado su hijo Carlos, su padre (el rey Juan II) debía dar su aprobación, cosa que no sucedió.
Durante bastante tiempo, el príncipe de Viana aceptó la situación, ya que aún faltándole la aprobación de su padre para convertirse en rey de Navarra, en la práctica sí era "Carlos IV de Navarra" para la población navarra, aspecto que se demostró por ejemplo, cuando las tropas castellanas sitiaron Estella en 1451 y el príncipe Carlos, sabedor de los pocos beneficiosos de tener a una potencia militar como la Corona de Castilla por enemigo, hizo un pacto con el rey Juan II de Castilla, por lo que este levantó el sitio y más adelante, para esta batalla le enviaría al príncipe caballeros, se habla de unos 800, para ayudarle en su lucha contra su padre. Este pacto firmado entre Juan II y Carlos de Viana fue uno de los detonantes políticos más importantes para que don Juan actuara pues su hijo se había aliado con sus peores enemigos.

## La batalla
Las fuerzas se encontraron cerca de Aibar en la mañana del 23 de octubre de 1451. Ninguno de los dos comandantes quería entablar combate con el otro bando, y el príncipe Carlos sabía que podía ser más beneficioso para su empresa lo que consiguiese su delegación de paz que lo que pudiese conseguir por las armas, más teniendo en cuenta la inferioridad numérica de sus fuerzas.
Aunque la delegación de paz beumontesa estaba consiguiendo grandes beneficios en cuanto a las peticiones que se les había encomendado (perdón de las tropas, devolución de diversas plazas del rey al príncipe,...), las negociaciones cesaron en pro del combate debido a que el bando agramontés atacó al beaumontés antes de que finalizase la negociación, dando paso al combate.
Durante la batalla, los hombres de armas del conde de Lerín se acercaron peligrosamente a la posición del rey Juan II, pero cuando ya se encontraban cerca, Alonso de Aragón (hijo ilegítimo de Juan II) dirigió a una treintena de lanceros hacia el flanco beaumontés, cogiéndolos por sorpresa y rompiendo su formación, lo que desestabilizó al ejército y le permitió capturar a su medio-hermano, el príncipe Carlos, que provocó aún más desorden en el caos que pasó a ser el bando beaumontés y aceleró el fin de la contienda.
Durante la batalla, de corta duración y poco derramamiento de sangre, fueron hechos prisioneros tanto el príncipe de Viana como su más alto comandante, el conde de Lerín, Luis de Beaumont, condestable de Navarra, así como Juan de Cardona, primo del príncipe, maestre mayor del Hostal del príncipe de Viana.

## Consecuencias
Esta batalla supuso el comienzo de un enfrentamiento abierto entre ambos bandos de la nobleza navarra que, aún sin ser una guerra sanguinaria, sí supuso el comienzo del último declive del reino que acabaría con su desaparición cuando fue conquistado por Castilla.